# Pua Rakowska
Pua Rakowska (ur. 1865 w Białymstoku, zm. 1955 w Izraelu) – działaczka syjonistyczna, przywódczyni żydowskiego ruchu feministycznego w Polsce, pedagożka, tłumaczka.
W 1940 roku, spisała swoje wspomnienia, wydane w Argentynie w 1954 roku, a w 2003 roku wydane w wersji angielskiej pod tytułem My life as a radical Jewish woman. Memoirs of a Zionist Feminist in Poland.

## Pochodzenie i wykształcenie
Pua Rakowska urodziła się w 1865 roku w religijnej żydowskiej rodzinie w Białymstoku, jako pierwsze z piętnaściorga dzieci. Ojciec, Menahem Mendel, był zamożnym kupcem-hurtownikiem, pochodził z rabinackiej rodziny szczycącej się 36 pokoleniami rabinów. Rakowska czuła się blisko związana ze swoją babcią ze strony matki, Jente Sara, przedsiębiorczą kobietą, która z sukcesem samodzielnie prowadziła interesy w okolicach Białegostoku.
Pomimo że Rakowska dorastała w tradycyjnym, żydowskim patriarchalnym środowisku, otrzymała nie tylko religijne, ale i świeckie wykształcenie – uczyła się najpierw w chederze, a od 7 roku życia w prywatnej żydowskiej szkole z wykładowym językiem rosyjskim. Równolegle, w ramach edukacji domowej, otrzymywała lekcje Tory, co było rzadkie w przypadku edukacji dziewcząt. Rodzice nie pozwolili jej jednak kontynuować nauki w gimnazjum ze względu na konieczność uczęszczania do szkoły w sobotę, co łączyłoby się z naruszeniem szabatu. Zapewnili jej jednak prywatnych nauczycieli, pod okiem których kontynuowała naukę niemieckiego, rosyjskiego, hebrajskiego oraz przedmiotów świeckich w domu. W tym też czasie, w wieku 13 lat, Rakowska rozmyślała nad istnieniem Boga i ostatecznie odrzuciła wiarę. W wieku 15 lat opublikowała swoje pierwsze tłumaczenie rosyjskiego wiersza Szymona Fruga w hebrajskim czasopiśmie.
W 1861 roku Rakowska musiała przerwać naukę, ponieważ rodzice uważali, że jest wystarczająco dojrzała do zamążpójścia i wbrew jej woli zdecydowali wydać ją za mąż. Przeżyła osobista tragedię, kiedy wyszła za starszego od niej o dziesięć lat Szymona Machlina, pochodzącego ze znanej religijnej żydowskiej rodziny. W wieku 20 lat miała już dwójkę dzieci, córkę Szejnę i syna Jehudę-Dor. Małżeństwo nie było udane. Jej posag pozwolił na sfinansowanie przedsięwzięć handlowych, które miały być źródłem utrzymania młodej rodziny, ale skończyły się niepowodzeniem.
Pod pretekstem konieczności zdobycia samodzielności finansowej, Rakowska wymusiła na rodzinie zgodę na dalszą naukę. W 1888 roku wyjechała do swojego dziadka do Mariampola, gdzie przez rok studiowała prywatnie i przystąpiła do egzaminów na certyfikowanego nauczyciela języka niemieckiego. Egzaminy zdała z sukcesem i otrzymała prawo do wykonywania zawodu, a także odkryła w sobie powołanie pedagogiczne. Po powrocie do rodzinnego Białegostoku wystąpiła o rozwód, który, wobec oporu rodziców i męża, otrzymała dopiero po 2 latach, w roku 1891.

## Działalność pedagogiczna
Rakowska czuła powołanie do pracy pedagogicznej, a jej życiowym celem stało się kształcenie żydowskich dziewcząt i kobiet. Uważała, że jest to jedyna droga dla kobiet do zdobycia pozycji społecznej i samodzielności finansowej, co z kolei było niezbędne dla osiągnięcia równouprawnienia.
Jej pierwszym celem stało się otwarcie żydowskiej szkoły dla dziewcząt w Białymstoku, ale okazało się to niemożliwe – jej certyfikat nauczycielski był honorowany tylko w okręgu warszawskim. Przez 2 lata (1889-1891) prowadziła szkołę w Łomży, a następnie przeniosła się do Warszawy, gdzie po rozwodzie otrzymała posadę dyrektora w chederze dla dziewcząt Jehudia. Cheder ten był prowadzony przez syjonistyczną grupę Bnej-Mosze i była to pierwsza nowoczesna szkoła dla dziewcząt z dużym naciskiem na znajomość języka hebrajskiego. Po dwóch latach otworzyła własne 7-klasowe rosyjskojęzyczne gimnazjum z nauczaniem języka hebrajskiego w programie. Szkoła, znana jako Gimnazjum Rakowskiej, funkcjonowała do wybuchu I wojny światowej w 1914 roku.
W tym czasie działalność pedagogiczna Rakowskiej nie ograniczała się do prowadzenia regularnych placówek szkolnych. Od 1906 roku otworzyła pionierskie szkoły letnie w podwarszawskich letniskach – Otwocku i Świdrze, gdzie dzieci spędzały miesiące letnie. Dużą wagę przykładała też do szkolnictwa zawodowego dziewcząt i kobiet żydowskich, które dawało im możliwość bezpośredniego zdobycia zawodu oraz pracy.
Po I wojnie światowej, w 1918 roku, zajęła się bezdomnymi dziećmi-sierotami, dla których utworzyła w Warszawie sierociniec przy ulicy Twardej. Pracowała też jako prywatna nauczycielka hebrajskiego, a podczas pierwszego pobytu w Palestynie w 1920 roku nauczała żydowskie i arabskie dziewczęta w szkole żeńskiej w Jerozolimie.
Przez całe życie zakładanie szkół i działalność pedagogiczna były dla niej sposobem na poprawę sytuacji żydowskich kobiet. Zdobycie wykształcenia miało im zagwarantować szersze perspektywy życiowe: nie tylko tradycyjną rolę żydowskiej żony i matki, ale też zdobycie zawodu, wyjście na rynek pracy i uzyskanie niezależności ekonomicznej. Kobiety bardziej świadome politycznie, aktywne zawodowo, mogły według Rakowskiej nie tylko decydować o sobie, ale także bardziej angażować się w życie społeczne swojego środowiska i kraju.

## Działalność syjonistyczna i feministyczna
Z ruchem syjonistycznym Pua Rakowska miała styczność w latach 80. XIX wieku w Białymstoku, ale aktywnie zaczęła w nim brać udział po przeprowadzce do Warszawy (1891). Jej aktywność syjonistyczna była ściśle związana z aktywnością feministyczną. Wychodziła z założenia, że w warunkach dalekich od równouprawnienia i emancypacji, kobiety będą mogły aktywniej udzielać się publicznie we własnych, kobiecych organizacjach.
Brała udział w IV Kongresie Syjonistycznym w 1900 roku w Londynie jako korespondentka białostockiej gazety. V Kongres Syjonistyczny z 1901 uchwalił utworzenie Żydowskiego Funduszu Narodowego, celem którego była zbiórka funduszy i finansowanie żydowskiego osadnictwa w Palestynie. W ramach tego funduszu Pua Rakowska utworzyła w 1902 w Warszawie jego kobiecą komórkę, która była zaczątkiem syjonistycznej organizacji kobiecej – Bnos Cyjon (Córki Syjonu). Praca Bnos Cyjon polegała głównie na wspieraniu Żydowskiego Funduszu Narodowego, organizacji lekcji hebrajskiego dla kobiet oraz propagowaniu wśród kobiet ideologii syjonistycznej. Organizacja ta działała do 1914 roku i stanowiła aktywne forum edukacji i samo wyrażenia się żydowskich kobiet.
W 1918 roku Rakowska opublikowała broszurę w języku jidysz „Di yidishe froy”, w której wzywała kobiety do większej aktywności w pracy syjonistycznej, do założenia narodowej organizacji kobiet żydowskich i do walki o prawo wyborcze kobiet w żydowskich wyborach. Dołączyła też w 1918 roku do Zeirei Zion, socjalistycznej, robotniczej frakcji ruchu syjonistycznego. W 1920 roku Rakowska odbyła swoją pierwszą podróż do Palestyny. Pozostała tam rok, a podczas swojego pobytu, obok działalności pedagogicznej, zajmowała się założeniem w Palestynie komórki świeżo powstałej w Londynie Międzynarodowej Syjonistycznej Organizacji Kobiet.
Po powrocie do Polski Pua Rakowska aktywnie udzielała się w Yiddishe Froyen Asosiatsiye (Y.F.A.) – Żydowskim Stowarzyszeniu Kobiet, którego była jedną z założycielek. Objęła posadę Sekretarza Stowarzyszenia, a także reprezentowała Stowarzyszenie w Żydowskiej Radzie Narodowej. Walczyła o realizację praw kobiet, w tym przyznanych od 1918 roku praw wyborczych, do których niechętnie odnosiły się żydowskie środowiska ortodoksyjne. Cele Y.F.A. obejmowały także kształcenie żydowskich kobiet, zwłaszcza z biedniejszych środowisk, włączenie ich w życie zawodowe i społeczne oraz wzrost ich świadomości obywatelskiej. Y.F.A. odgrywa istotną rolę w przygotowaniu zawodowym kobiet do pracy w Palestynie. W 1924 podjęła pracę w Biurze Palestyńskim, powołanym do organizacji żydowskiej emigracji do Palestyny. Jest to czas czwartej aliji (1924-1931) i okres intensywnej emigracji. W 1935 zdecydowała się na ponowny wyjazd i osiedlenie się w Palestynie.

## Życie osobiste
Była trzykrotnie zamężna i miała trójkę dzieci. Pierwsze małżeństwo z Szymonem Machlinem, z którego miała dwoje dzieci, zakończyło się rozwodem. Drugie, z nauczycielem Abrahamem Krislawinem, chorobą i śmiercią męża w zaledwie kilka lat po ślubie. Trzecim małżonkiem był o dziesięć lat młodszy Mordechaj Birnbaum, autodydakta, nauczyciel hebrajskiego. Z tego małżeństwa Rakowska miała trzecie dziecko, córkę Sarę urodzoną w 1903 roku.
Rakowska przeżywała kolejne odejścia w rodzinie: śmierć ojca, samobójczą śmierć siostry Fejgl w 1906 roku, samobójczą śmierć brata Berla (uczestnika ruchu anarchistycznego) i bratowej w 1907 roku. Największą tragedią stała się śmierć jej córki Szejnl w 1913 roku, która umarła w wieku 28 lat po narodzinach trzeciego dziecka. Syn Rakowskiej, Jehuda-Ber, związał się z ruchem rewolucyjnym, i po rewolucji 1905 roku uciekł przed władzami carskimi do Berlina i do Szwajcarii. W 1918 roku, w ramach wymiany jeńców, wyjechał do Związku Radzieckiego. Rakowska odwiedziła go w 1928 roku i była to jej jedyna wizyta u syna, gdyż w związku z jej tłumaczeniem Lwa Trockiego, władze radzieckie odmówiły jej kolejnej wizy.
Po śmierci męża w 1934 roku i emigracji dużej części rodziny do Palestyny, Rakowska zdecydowała się na opuszczenie Polski i osiedlenie się w Palestynie. W kwietniu 1935 roku przyjechała do Hajfy. W Palestynie otrzymała pracę tłumacza, a w latach 1940–1942 pisała swój pamiętnik. Zmarła w Izraelu w 1955 roku.